# Pellegrino Tibaldi
Pellegrino Tibaldi, también llamado Il Pellegrini (Puria, 1527-Milán, 1596) fue un pintor y arquitecto italiano que también trabajó en España. 

## Formación en Bolonia
Nació en 1527 en Puria (Valsolda). Se forma en Bolonia, como pintor en la escuela de Bagnacavallo y como arquitecto en un ambiente en el que dominan las ideas novedosas de Giulio Romano y de Sebastiano Serlio. 

## Roma

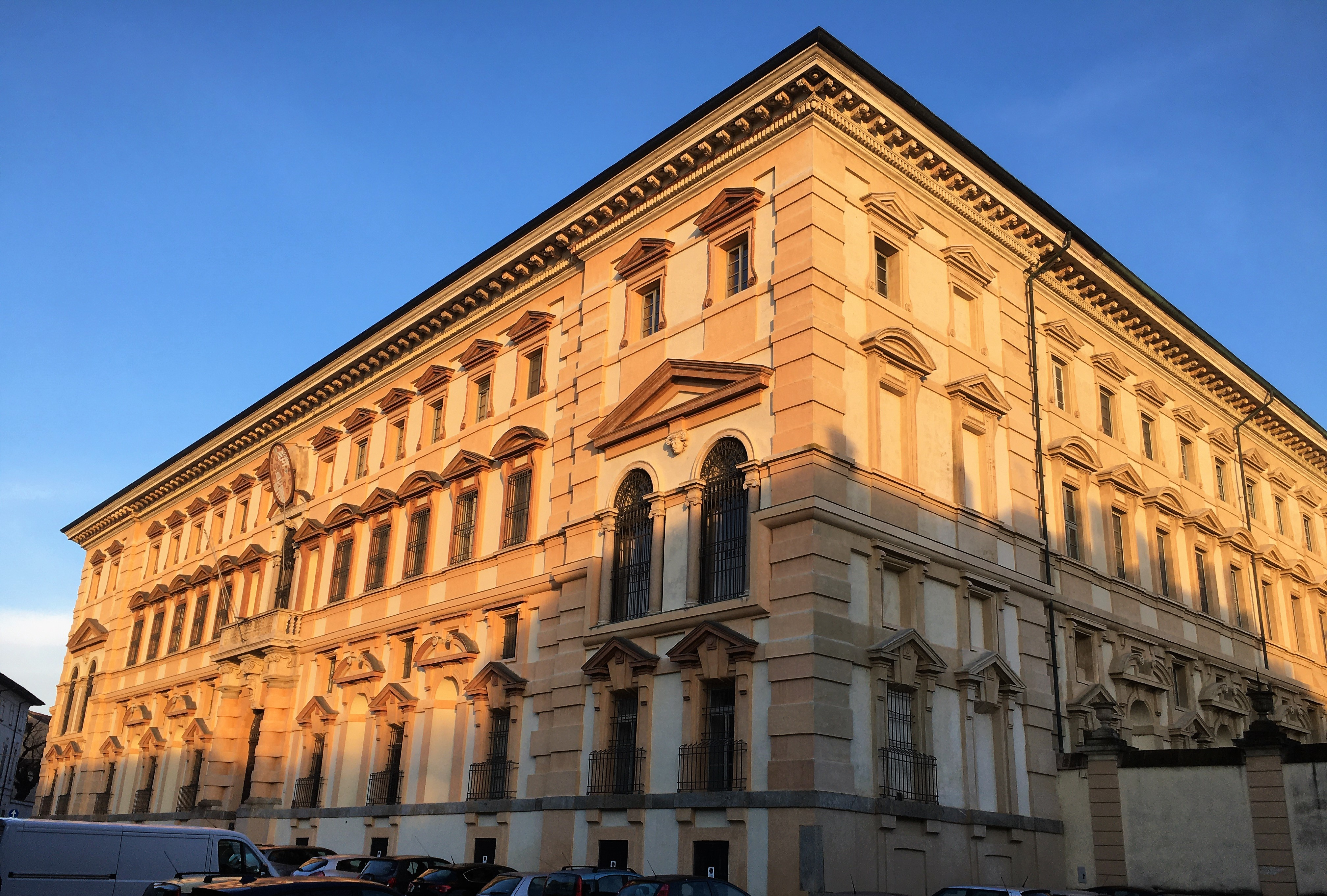
Almo Collegio Borromeo en Pavía.

Sin embargo, será fundamental para su personalidad artística la estancia en Roma entre 1547 y 1549, cuando conocerá la obra de Miguel Ángel y de otros artistas del Manierismo como Perin del Vaga. La influencia de estos se hace evidente ya en sus primeras obras, como la decoración del apartamento de Paulo III en el castillo de Sant'Angelo. 
Su asimilación del estilo miguelangelesco caracteriza las obras posteriores a su etapa boloñesa: así, los frescos sobre Ulises en el palacio Poggi (1549) o los que realizó sobre 1555 en la capilla de los Poggi en San Giacomo Maggiore.
Como arquitecto, algunos le atribuyen la obra del palacio y la capilla de los Poggi. Trabajó también como ingeniero militar en Ancona y Rávena.

## Lombardía

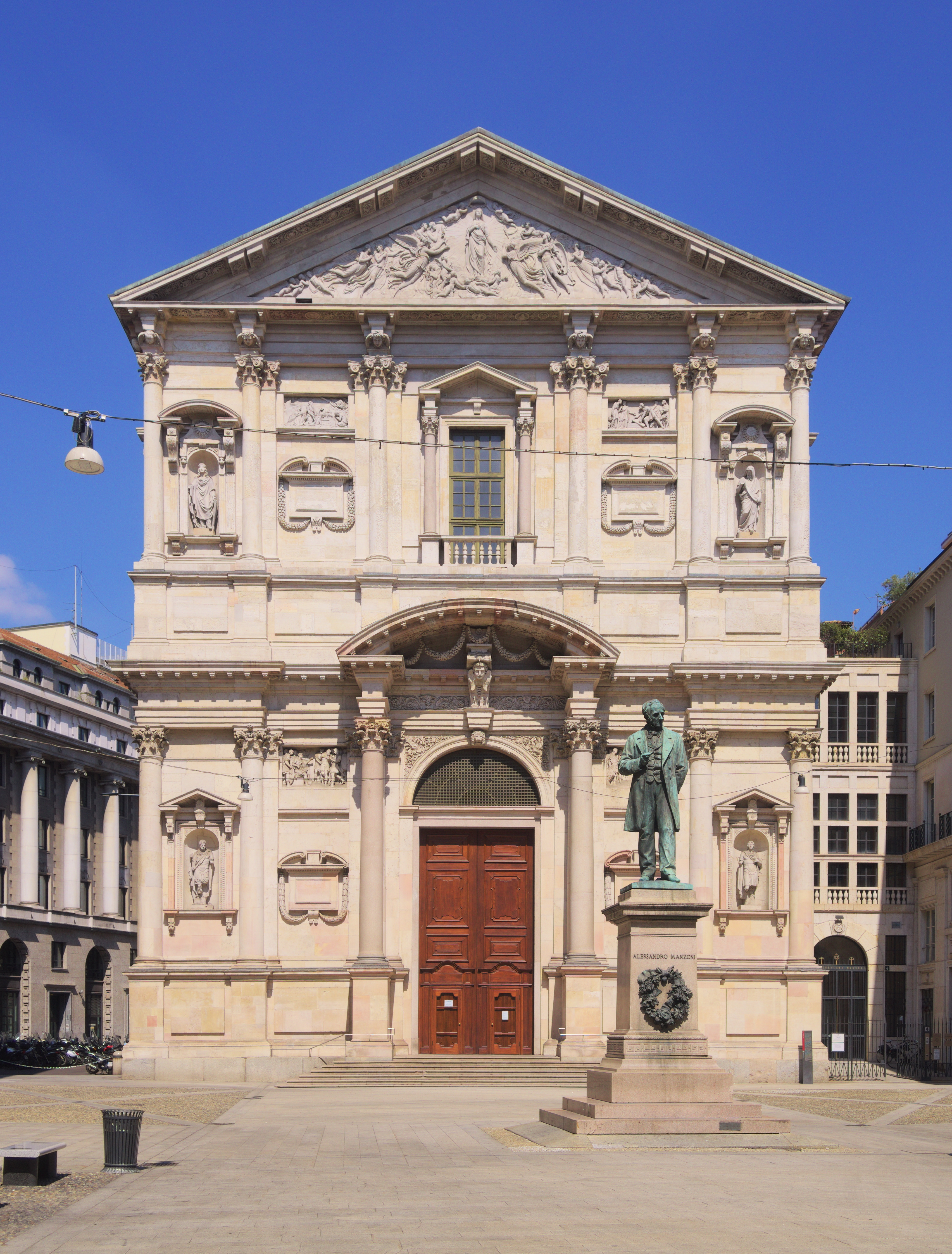
La fachada de San Fedele en Milán (el frontis es del).

Posteriormente se trasladó a Lombardía, donde recibió importantes encargos de Carlos Borromeo: el Almo Collegio Borromeo de Pavía (1564) y, ya en Milán, el patio de la Canónica de los Ordinarios de la catedral (1565), la iglesia de San Fedele (1569), prototipo de las iglesias contrarreformistas lombardas, el templo octogonal de San Carlos al Lazzaretto (1576-1592) y la iglesia de San Sebastián (1577).
Otras obras suyas de este momento son el Colegio Ghislieri de Pavía, encargado por el Papa Pío V en 1567, la basílica de San Gaudenzio, en Novara, 1577; la fachada de la Madonna dei Miracoli, en Saronno, 1583, y el santuario dell'Addolorata en Rho, 1584). En todas ellas Tibaldi acentúa los caracteres de una arquitectura intelectual que modifica con mesurada libertad los modelos clásicos. Por decirlo con palabras de Giorgio Vasari emplea una «licenza... ordinata nella regola» (licencia... ordenada de la regla). Su arquitectura se distingue profundamente de la de sus contemporáneos, como por ejemplo, de la de Vignola, incluso en la aplicación del esquema de iglesia contrarreformista (así, contrasta el experimentalismo de la iglesia de San Fedele de Tibaldi comparada con la iglesia del Gesù romana de Vignola).
En Milán también construyó edificios civiles, como el palacio Erba-Odescalchi o el palacio Spinola. Suyo es el diseño del palacio de Prospero Visconti, aunque no dirigió su construcción. Nombrado arquitecto del Duomo de Milán, realizó numerosos trabajos para el templo, entre otras el baptisterio, 1567).

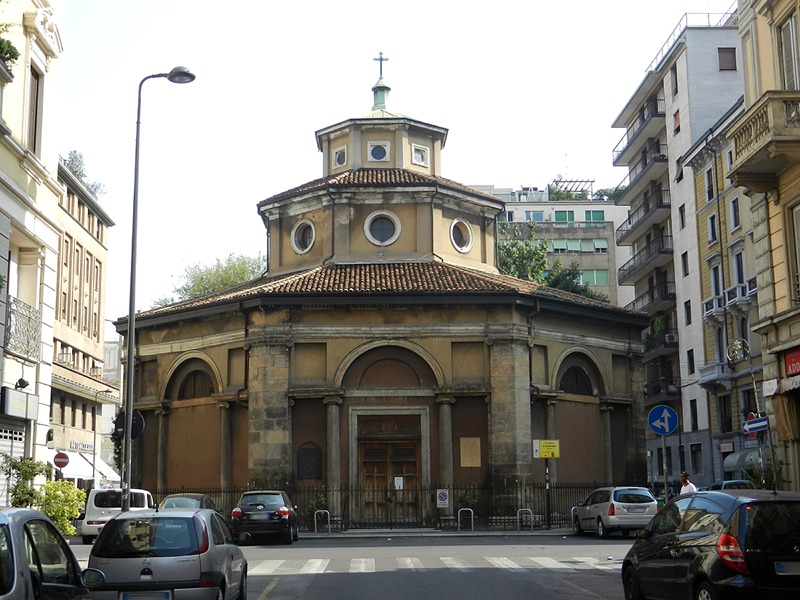
Iglesia de San Carlo al Lazzaretto (1576-1592)
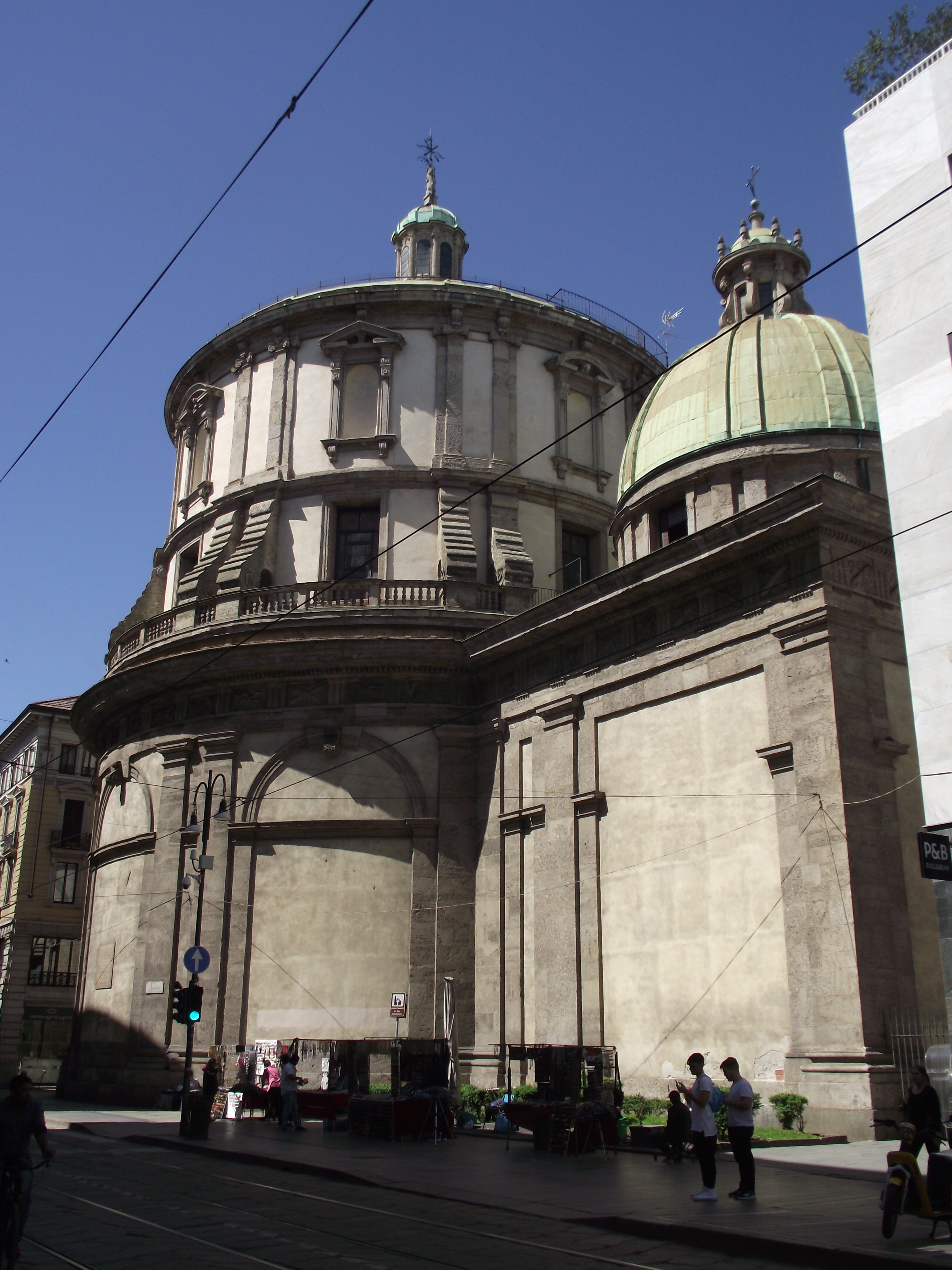
Tempio civico di San Sebastiano (1577-1616)
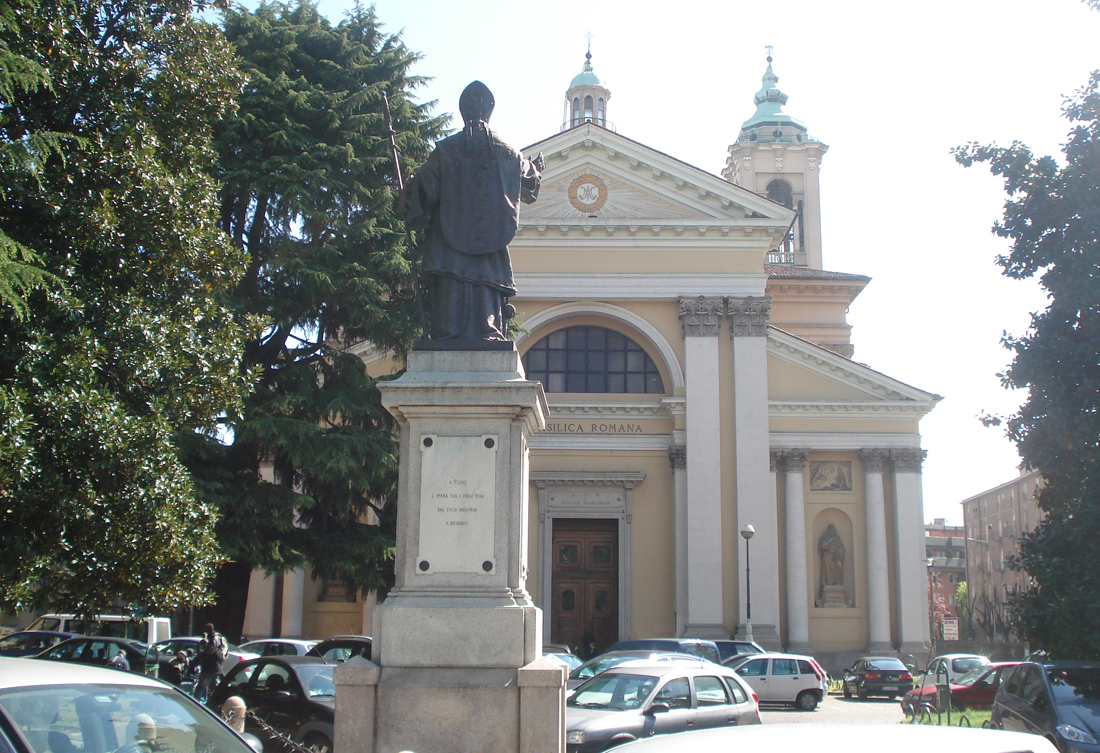
Santuario dell'Addolorata (Rho) (1584)
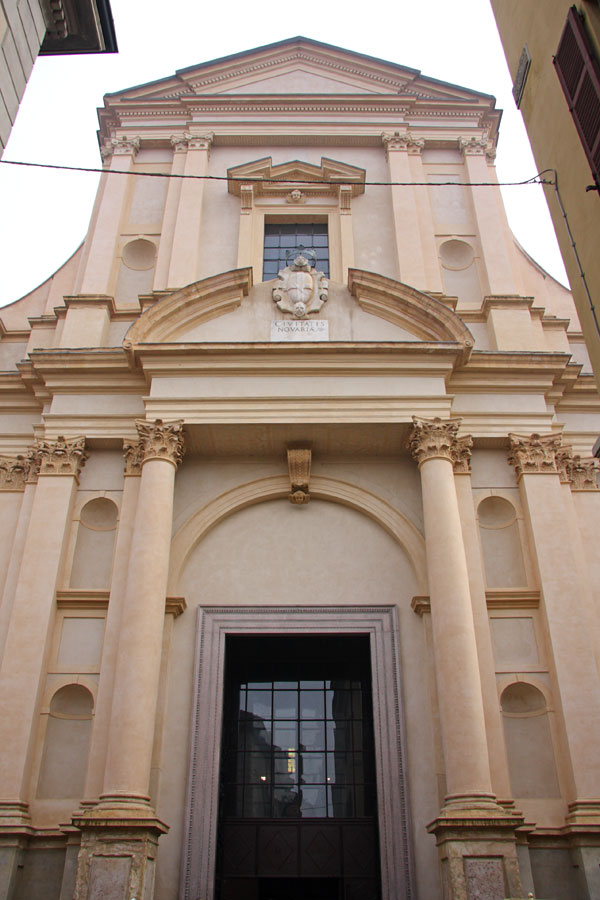
Basílica de San Gaudencio en Novara (1577-1690, iglesia)
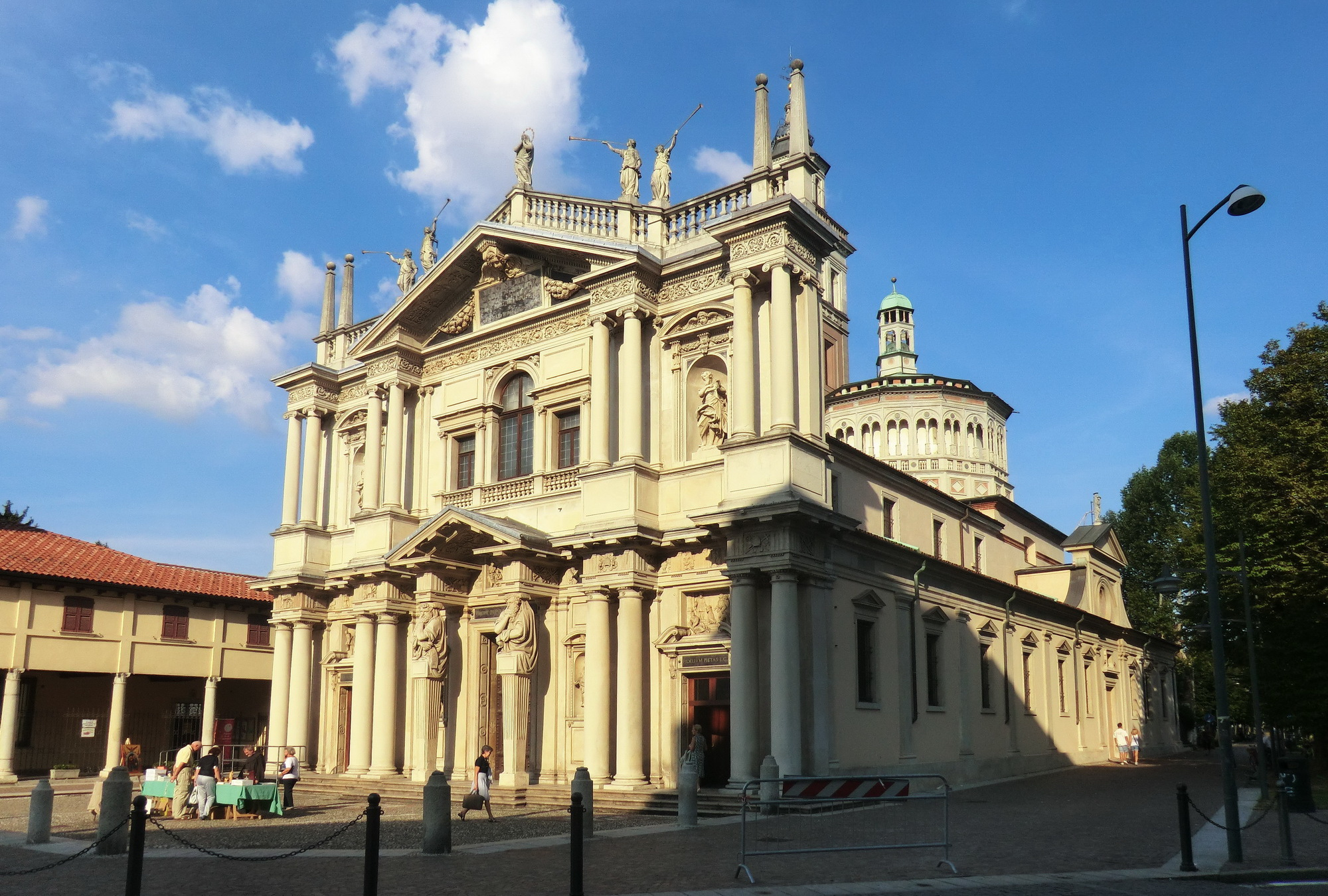
Fachada de la Madonna dei Miracoli, en Saronno (1596-1613)

## El Escorial
Reclamado como pintor por el rey Felipe II, Tibaldi lleva a cabo en España una importante obra en el Monasterio de El Escorial, pintando los frescos del claustro y de la biblioteca (1588-1595).

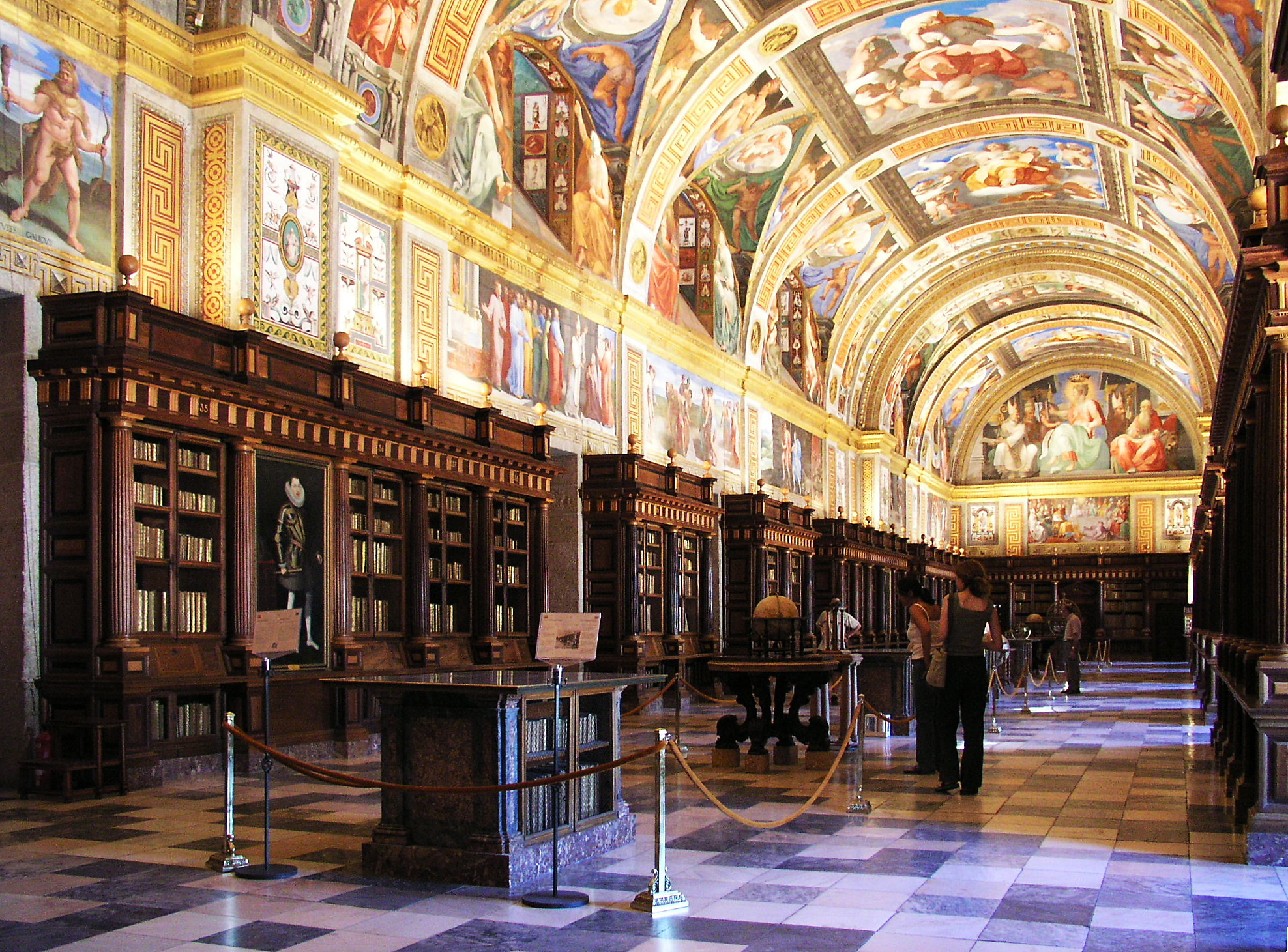
Biblioteca de El Escorial
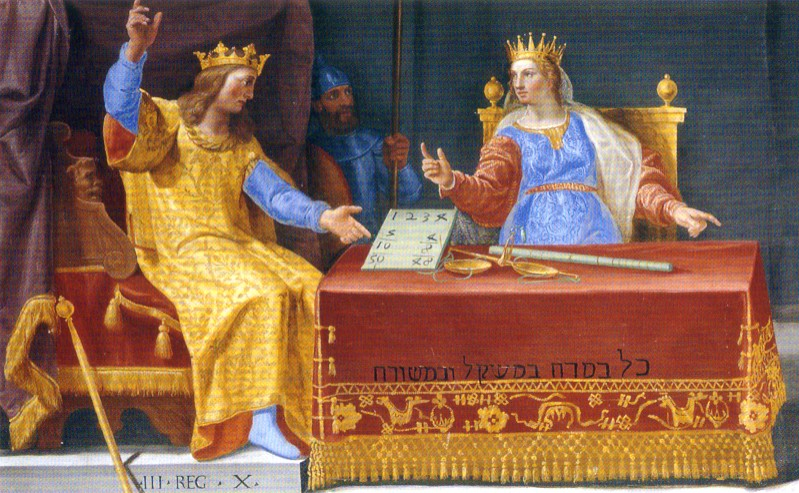
Salomón y la Reina de Saba, Biblioteca
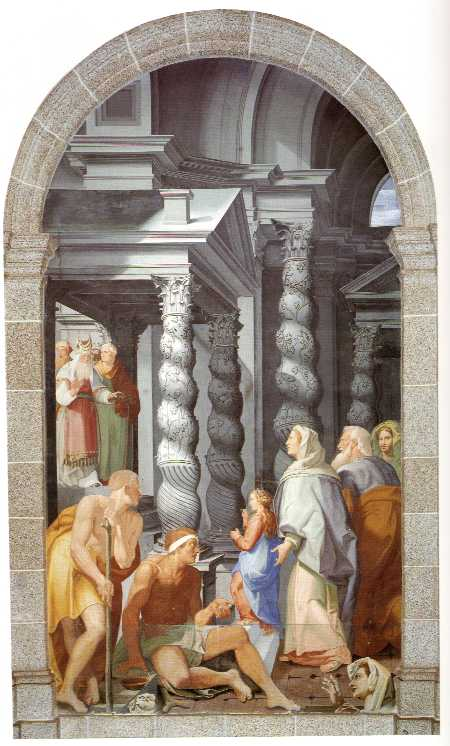
Presentación de la Virgen en el Templo, claustro
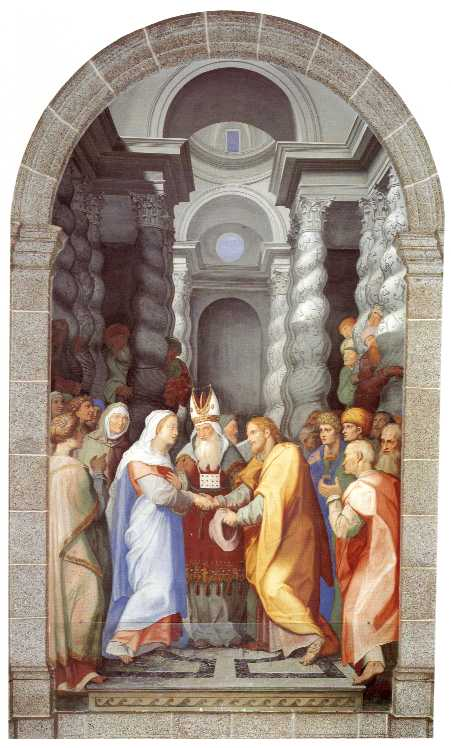
Los desposorios de la Virgen, claustro
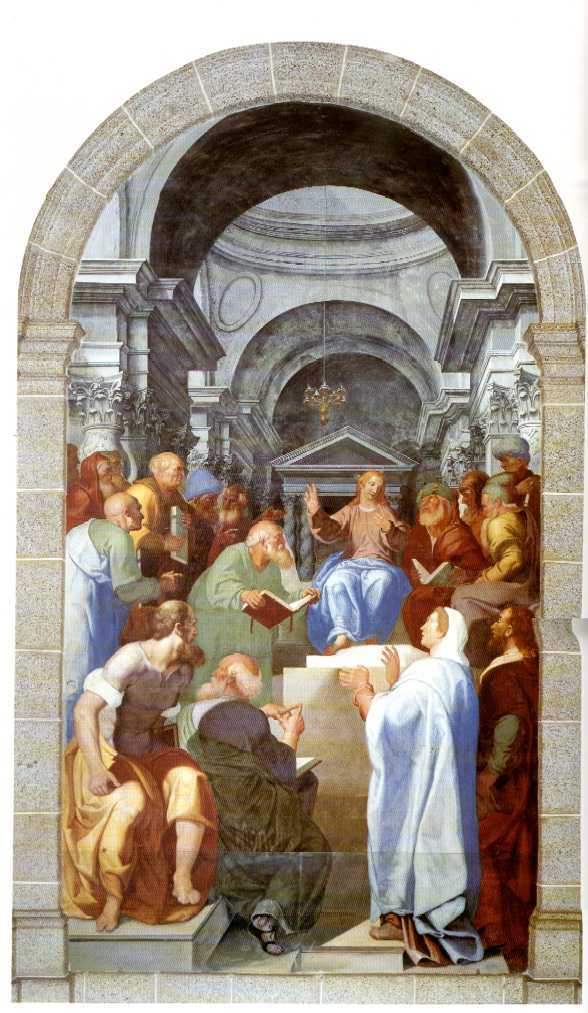
Jesús ante los doctores, claustro

## Milán
Los últimos años de su vida los pasó de nuevo en Milán, para cuya catedral proyectó una fachada monumental caracterizada por el orden gigante de las columnas, dos campanarios y un coronamiento de estatuas y obeliscos que nunca se llegó a construir. Falleció en 1596.